# إيستلاند
إيستلاند (بالإنجليزية: Eastland)‏ هي مدينة أمريكية تقع في ولاية تكساس.تبلغ مساحة هذه المدينة 7.3 (كم²)،ويبلغ عدد سكانها 3769 نسمة حسب إحصاء سنة 2010 م. تشير إحصاءات سنة 2000م بأن الكثافة السكانية في هذه المدينة تقدر بـ(514.7) نسمة/كم2.

## التركيبة السكانية
حدّد مكتب تعداد الولايات المتحدة بيانات التركيبة السكانية لإيستلاند في تعداد الولايات المتحدة. في ما يلي، التركيبة السكانية حسب تعدادي 2000 و2010.

### تعداد عام 2000
بلغ عدد سكان إيستلاند 3,769 نسمة بحسب تعداد عام 2000، وبلغ عدد الأسر 1,475 أسرة وعدد العائلات 999 عائلة مقيمة في المدينة. في حين سجلت الكثافة السكانية 331.2 نسمة لكل كيلومتر مربع (857.8/ميل2). وبلغ عدد الوحدات السكنية 1,737 وحدة بمتوسط كثافة قدره 152.6 لكل كيلومتر مربع (395.2/ميل2).
وتوزع التركيب العرقي للمدينة بنسبة 91.64% من البيض و1.80% من الأمريكيين الأفارقة و0.53% من الأمريكيين الأصليين و0.13% من الأمريكيين ذوي الأصول الآسيوية و0.05% من سكان جزر المحيط الهادئ و4.67% من الأعراق الأخرى و1.17% من عرقين مختلطين أو أكثر و12.89% من الهسبانيون أو اللاتينيون من أي عرق.
بلغ عدد الأسر 1,475 أسرة كانت نسبة 35.9% منها لديها أطفال تحت سن الثامنة عشر تعيش معهم، وبلغت نسبة الأزواج القاطنين مع بعضهم البعض 53.2% من أصل المجموع الكلي للأسر، ونسبة 10.8% من الأسر كان لديها معيلات من الإناث دون وجود شريك، بينما كانت نسبة 3.8% من الأسر لديها معيلون من الذكور دون وجود شريكة وكانت نسبة 32.3% من غير العائلات. تألفت نسبة 29.4% من أصل جميع الأسر من عدة أفراد يعيشون في نفس المنزل ونسبة 15.5% كانت تتألف من شخص يعيش بمفرده يبلغ من العمر 65 عاماً أو أكثر. وبلغ متوسط حجم الأسرة المعيشية 2.45، أما متوسط حجم العائلات فبلغ 3.04.
بلغ العمر الوسطي للسكان 38.4 عاماً. وكانت نسبة 25.7% من القاطنين تحت سن الثامنة عشر، وكانت نسبة 9% بين الثامنة عشر والرابعة والعشرين عاماً، ونسبة 24.3% كانت واقعةً في الفئة العمرية ما بين الخامسة والعشرين والرابعة والأربعين عاماً، ونسبة 19.7% كانت ما بين الخامسة والأربعين والرابعة والستين، ونسبة 17.1% كانت ضمن فئة الخامسة والستين عاماً فما فوق. يوجد لكل 100 أنثى 90.9 ذكر، ويوجد لكل 100 أنثى في الثامنة عشر من عمرها فما فوق 86.6 ذكر.
بلغ متوسط دخل الأسرة في المدينة 28,277 دولارًا، أما متوسط دخل العائلة فبلغ 34,333 دولارًا. وكان متوسط دخل الذكور 27,072 دولارًا مقابل 16,574 دولارًا للإناث. وسجل دخل الفرد الخاص بالمدينة 17,339 دولارًا. وكانت نسبة 14.2% من العائلات ونسبة 17% من السكان تحت خط الفقر، وكان من هؤلاء نسبة 25.4% تحت سن الثامنة عشر ونسبة 12.7% في الخامسة والستين من العمر وما فوق.

### تعداد عام 2010
بلغ عدد سكان إيستلاند 3,960 نسمة بحسب تعداد عام 2010، وبلغ عدد الأسر 1,570 أسرة وعدد العائلات 992 عائلة مقيمة في المدينة. في حين سجلت الكثافة السكانية 348 نسمة لكل كيلومتر مربع (901.3/ميل2). وبلغ عدد الوحدات السكنية 1,831 وحدة بمتوسط كثافة قدره 160.9 لكل كيلومتر مربع (416.7/ميل2).
وتوزع التركيب العرقي للمدينة بنسبة 88.28% من البيض و2.02% من الأمريكيين الأفارقة و0.43% من الأمريكيين الأصليين و0.73% من الأمريكيين ذوي الأصول الآسيوية و0.10% من سكان جزر المحيط الهادئ و7.20% من الأعراق الأخرى و1.24% من عرقين مختلطين أو أكثر و18.41% من الهسبانيون أو اللاتينيون من أي عرق.
بلغ عدد الأسر 1,570 أسرة كانت نسبة 34.6% منها لديها أطفال تحت سن الثامنة عشر تعيش معهم، وبلغت نسبة الأزواج القاطنين مع بعضهم البعض 45.1% من أصل المجموع الكلي للأسر، ونسبة 13.6% من الأسر كان لديها معيلات من الإناث دون وجود شريك، بينما كانت نسبة 4.5% من الأسر لديها معيلون من الذكور دون وجود شريكة وكانت نسبة 36.8% من غير العائلات. تألفت نسبة 31.3% من أصل جميع الأسر من عدة أفراد يعيشون في نفس المنزل ونسبة 13.8% كانت تتألف من شخص يعيش بمفرده يبلغ من العمر 65 عاماً أو أكثر. وبلغ متوسط حجم الأسرة المعيشية 2.41، أما متوسط حجم العائلات فبلغ 3.03.
بلغ العمر الوسطي للسكان 36.8 عاماً. وكانت نسبة 25.4% من القاطنين تحت سن الثامنة عشر، وكانت نسبة 9.2% بين الثامنة عشر والرابعة والعشرين عاماً، ونسبة 25.3% كانت واقعةً في الفئة العمرية ما بين الخامسة والعشرين والرابعة والأربعين عاماً، ونسبة 23.9% كانت ما بين الخامسة والأربعين والرابعة والستين، ونسبة 16.2% كانت ضمن فئة الخامسة والستين عاماً فما فوق. وتوزع التركيب الجنسي للسكان بنسبة 48.2% ذكور و51.8% إناث.

## أعلام
- كلايد إل. غاريت
- بيل رينولدز
- هايدن فراي